# Spadella duverti
Espèce
Spadella duverti est une espèce de chaetognathes de la famille des Spadellidae.

## Étymologie
Son nom spécifique, duverti, lui a été donné en hommage au professeur Duvert, collègue qui a consacré sa longue carrière professionnelle à l'étude des chaetognathes.

## Description
Spadella duverti a un corps rigide et opaque avec une légère coloration brun-jaune. Il a une longueur totale d'environ 4,5 mm dont la queue représente environ 55 % de la longueur du corps. Présence de huit crochets de préhension transparents ainsi que de quatre dents antérieures très transparentes. Absence de dents postérieures. Le ganglion ventral a une forme rectangulaire. La couronne ciliaire est grande et proéminente. Elle est clairement en forme de rein. La collerette enveloppe la tête et est bien développée. Elle est présente sur le reste du corps mais est peu remarquable. Elle a un aspect en nid d'abeille. Les yeux sont petits avec pratiquement aucun pigment. Présence de rares boutons sensoriels, répartis sur la nageoire caudale et sur les côtés. Les vésicules séminales sont petites et en contact avec les nageoires latérales. Elles sont presque piriformes. Les ovaires sont longs et atteignent la zone ganglionnaire. Les ovules sont régulièrement répartis. Ils sont grands et de forme carrée, disposés en une ou plusieurs rangées et atteignent la zone du cou. Les nageoires latérales sont très étroites et rayonnées. La nageoire caudale est triangulaire et rayonnée sur toute sa surface. Les diverticules intestinaux ne sont pas évidents. Les pores génitaux sont très saillants et en forme de coupe. Les papilles adhésives sont très proéminentes. Présence d'un organe vestibulaire en forme de petite couronne autour de l'ouverture de la bouche. Absence de tentacule.

## Distribution
Spadella duverti a été trouvé en mai 1987 dans la baie de Gando de l'île espagnole de la Grande Canarie, dans l'archipel des îles Canaries, au large des côtes de l'Afrique du Nord-Ouest. Cinq spécimens ont été trouvés à 3 mètres de profondeur, à l'extérieur des grottes, sur Cymodocea nodosa, et ont ensuite été conservés au musée des sciences naturelles de Tenerife, avant d'être étudiés en 2009.

## Publication originale
- (es) Fatima Hernandez, Alejandro De Vera et Jean-Paul Casanova, « Spadella duverti (Chaetognatha: Spadellidae), nueva especie bentónica recolectada en las islas Canarias », Vieraea: Folia Scientarum Biologicarum Canariensium, Cabildo de Tenerife (d) et Natural Sciences Museum of Tenerife (d), vol. 37,‎ octobre 2009, p. 119-125 (ISSN 0210-945X, lire en ligne).